# 유홍기 (1831년)
유홍기(劉鴻基, 1831년 ~ 1884년?)는 조선 말기의 개화사상가이자 학자이자 정치인이었다. 오경석과 동갑으로 한의사이다. 초기 개화사상가의 한 사람이며, 오경석, 박규수 등과 함께 개화파 형성에 큰 영향을 끼쳤다.백의정승, 산림정승이라는 별호로도 불렸다. 호는 대치로 따라서 유대치로도 불린다. 본관은 한양으로, 자는 성규, 호는 대치 또는 대치, 여여 등이 있다.
유홍기는 중인 출신으로 개항 이전에 이미 개화에 대한 확고한 사상으로 무장하고 있었다. 오경석이 청나라에서 가져온 여러 서양의 서적을 탐독하고 개화 사상에 눈을 떴다. 김옥균, 박영효 등 갑신정변을 일으킨 개화파들의 스승 역할을 하였다. 당시 정계의 막후에서 큰 영향력을 행사해 문호 개방과 정치 혁신을 주장했다. 갑신정변이 실패한 뒤 행방불명되었다. 추사 김정희 문인이다.

## 생애

### 초기 활동
유홍기는 1831년 한성의 무관의 집에서 태어났다. 그의 직업은 한의사이었다.

### 학문 활동

#### 청년 시절
추사 김정희에게서 글을 배웠으며 그로부터 금석문 해독하는 것도 배웠다. 이후 친구인 역관 오경석이 청나라에서 가져온 서학 서적을 탐독, 개화에 눈을 떴으며 김옥균, 박영효, 서광범, 서재필, 윤치호 등 청년들이 그의 문하에 출입하며 오경석, 박규수 등과 문인들을 길러냈다. 그뒤 유홍기는 개화당 인사들의 막후에서 큰 영향력을 행사했다. 유교 사상이 인간의 자유로운 사상을 억압한다고 본 그는 불교를 깊이 신앙하였으며 사학에 조예가 깊어 조선 고금의 역사 지식도 해박하였다. 신체가 장대하고 변설이 유창하였다고 한다.
이웃에 살던 친구이자 역관 개화사상가 오경석이 중국에서 구해온 《해국도지》, 《영환지략》, 《박물신편》 등 서양의 제도와 문물을 소개한 서적을 보고 탐독, 무력을 동원하여 동양을 식민지로 삼으려는 서양세력의 실체와 아편전쟁 이후 밀려오는 서양세력에 의해 반식민지가 되어가던 중국의 실상을 알게 되어 점차 개화사상을 형성하게 되었다.
유홍기는 1882년 11월 11일자 승정원일기에서는 벼슬을 하지 않은 양반인 유학(幼學] 유대치를 부사용(副司勇)이라는 종9품의 관직을 내린다.

#### 개화 인사 양성 노력
유대치는 병인양요와 제너럴셔먼호 사건을 겪은 뒤에 서세동점의 위기가 중국뿐만 아니라 조선에도 급박해졌다고 판단하였다. 그는 머지않아 외세가 조선으로도 침입해올 것이며 그에 대비하여 우리가 먼저 개항과 개화를 시도하여 저들과 손잡고 선진 문물을 받아들이는 것이 어떻겠느냐는 주장을 하였다. 유홍기의 주장에 위정척사파나 조정의 수구파는 모두 터무늬없는 생각으로 치부하였다.
한편 유홍기는 오경석과 상의해 한성부 북촌의 영민한 양반자제들을 뽑아 그들의 개화사상과 오경석이 중국 청나라 여행길로부터 구입해 온 신문물을 소개한 서적들을 젊은이들에게 소개하고, 이를 가르치고 새사상에 동조하는 인사들을 규합해서 나라에 일대 혁신을 일으키는 정치를 실행하게 하자고 합의하였다. 유홍기의 제의에 오경석은 적극 동조하였다. 한편 1869년(고종 6년) 지방관으로 나가있던 박규수(朴珪壽)가 평안도관찰사에서 한성부 판윤으로 임명되어 오자, 유대치와 오경석은 이 방안을 박규수에게 제안하여 동의를 얻어냈다.

#### 개화파 양성, 교육 활동
유홍기의 교제 범위는 넓고 대단히 신축성이 있었고 사람을 가리지 않았다. 개화승 이동인을 비롯한 탁정식, 환속한 차홍식과 김정모 같은 불교계 인사와도 접촉이 많았다. 유홍기는 개화당 인사들 뿐 아니라 각계각층 사람들을 만나 담론할 때마다 세계의 신지식 즉 역사, 지리, 풍속, 외교, 국방, 과학기술, 국제정세 등을 전달했다. 개화사상을 주입시키거나 그 필연성을 강조한 것이다. 당시 중인들이 많이 살던 관철동 그의 집 사랑방은 개화혁신 사상의 온상이며 담론의 장소였다.
1877년 초기개화파 형성에 참여했던 박규수가 병으로 죽자, 오경석을 통하여 박규수의 영향 아래 있던 김옥균, 박영효, 박영교, 홍영식, 서재필, 서광범, 백춘배, 유길준, 오세창, 윤치호, 정병하, 이종원, 이정환, 박제경, 이동인, 탁정식 등의 청년들을 소개받아 함께 지도하게 되었다. 1879년 오경석이 병으로 죽게 된 뒤로는 혼자서 이들을 지도하게 되었는데, 이러한 연고로 세간에서는 그를 백의정승이라고 칭하기도 했다.
유대치는 개화파 인사들과의 연락행동 책임자로 이동인을 일본 본원사 승려의 도움으로 1879년 8월 일본에 밀항케 했다. 이동인이 일을 마치고 부산으로 돌아올 때 서울에 있던 유대치는 부산에 가서 그를 기다리고 있을 정도로 절친한 사이였다. 이 때 이동인이 대원군계열의 동래부사에 체포되어 옥에 갇혀 있을 때 유대치가 백방으로 주선하여 석방했다.

### 생애 후반

#### 관료 생활
유홍기는 일찍이 백의정승이라는 별칭으로 알려지며 그 학문적 능력을 인정받았다. 1882년(고종 19년) 감생청의 참봉으로 출사하여 감생청 직원으로 활동하게 된다. 개항 후 개화파들이 정계에 진출하고 정부에서도 개화정책을 실시하면서 행정기구를 미국 혹은 일본식으로 본딴 새 기관으로 행정조직을 개편 정리하기 위한 임시기관으로 감생청을 설치할 때 직원으로 임명된 것이다.
과거에 합격하지 않고 특채로 관직에 올랐으며 그는 말단 실무관료의 직책에 있었지만 감생청 제조 어윤중의 자문역을 겸하였다. 어윤중은 유대치로부터 지도를 받고 일본과 중국을 시찰하였으며 귀국한 뒤에는 유대치를 방문하여 그의 견문사항을 이야기하며 논의했다.
유홍기는 감생청 직원들을 지도 국가 제도 전반에 걸친 정리안을 마련하였다. 그러나 수구파와 위정척사파의 반대로 정리 안이 시행되지 못했다. 유대치는 감생청 직원이 된지 1개월 만에 감생청부사용에 임명되었다가 곧이어 사용으로 승진하였다. 그러나 감생청이 수구파와 위정척사파들의 반대와 규탄 상소로 결국 6개월 만에 폐지되고 말았고, 그는 타 직책을 주선해 주겠다는 어윤중, 김옥균의 제의를 사양하고 관직에서 떠나게 되었다. 이후 당시 통리교섭통상사무아문의 주사로 있던 윤치호(尹致昊) 등 개화파 인사들이 고종에게 여러 번에 걸쳐 그를 등용할 것을 상주했으나 등용되지는 못했다. 개화파 인사들은 고종에게 유대치의 인품과 식견을 이야기하면서 그를 등용할 것을 권했다. 그러나 끝내 등용되지 못했다.

#### 갑신 정변의 실패와 최후
1884년(고종 21년) 12월 4일 (음력 10월 17일) 김옥균, 박영효, 홍영식, 서광범, 서재필 등이 중심이 되어 일으킨 갑신정변의 막후에서 영향력을 행사하다가, 정변이 3일 만에 실패로 돌아가자 유홍기는 오경석의 아들인 오세창(吳世昌)의 가족과 함께 경기도 파주로 피신하였다가 12월 8일 (음력 10월 21일) 집을 나가 행방불명이 되었다. 갑신정변의 사후 처리로 수구파가 급진 개화파에게 대대적인 보복을 행할 때 암살된 것이 아닌가 추측된다.

### 사후
1908년(융희 2년) 개화파 인사들이 주동이 되어 경성에서 애국사사추도회(愛國死士追悼會)를 열었을 때, 유대치 역시 순국한 애국자의 한 사람으로 추도되었다.
그는 1910년(순조3년) 8월에 정삼품(正三品) "통정대부 규장각 부제학"이란 벼슬이 특증되었다.
한때 입산하여 승려가 되었다는 설도 있으나 1894년(고종 31년) 갑오개혁으로 갑신정변과 관련된 인물들의 복권이 이루어진 뒤에도 행적이 드러나지 않았다.

## 논란과 의혹

### 사망 관련 의혹
정변이 3일 만에 실패로 돌아가자 1884년(고종 21년) 12월 8일 집을 나가 행방불명이 되었다. 최후를 두고는 살해되었을 것으로 추측되고있다.
이능화가 지은 <조선불교통사>에는 ‘유대치의 행방을 알 수 없다’고 기록되어 있다. 하지만 김의환이 지은 <조선개화당의 막후 지도자 유대치의 활약과 그의 최후>라는 논문에서는 ‘갑신정변이 실패하자 경기도 용문산에 토굴을 짓고 살면서 1890년 경 임종할 때까지 좌선으로 일관하며 살았다’고 쓰여 있다.

## 유홍기를 연기한 배우들
- 박병호 - 《풍운》, 1982년 - KBS1 드라마
- 한인수 - 《조선왕조 오백년 대원군》, 1990년 - MBC 드라마
- 이정길 - 《찬란한 여명》, 1995년 - KBS1 드라마

## 가계
- 조부 : 유흥오(劉興五)
  - 아버지 : 유익소(劉益昭)
  - 어머니 : 김해 김씨
    - 부인 : 강릉 최씨, 최영원(崔榮遠)의 딸
      - 장남 : 유운두(劉運斗)
      - 장녀 : 김영찬(金永餐)의 부인
      - 차녀 : 이승준(李承俊)의 부인
      - 삼녀 : 김효철(金孝哲)의 부인

    - 형 : 유한기(劉翰基)
    - 동생 : 최택전(崔宅銓)의 부인
    - 동생 : 최규순(崔圭珣)의 부인
    - 동생 : 장홍기(張鴻基)의 부인
    - 동생 : 조정삼(趙鼎三)의 부인

## 같이 보기
- 오경석
- 박규수
- 홍영식
- 서광범
- 박영효
- 안경수
- 윤치호
- 이승만
- 김옥균
- 이동인

## 참고 자료
- 조선시대 잡과합격자 총람(한국정신문화연구원 1990)
- 대한제국말기 여성운동의 성격연구 (정경숙 1989) 이화여자대학교

## 관련 서적
- 고균기념회편집, 《김옥균전, 상권》 (경응출판사, 1944)
- 이광린, 《개화당연구》, (일조각, 1973)
- 신봉승, 《나라를 세웠으면 역사를 고쳐야지-흐름으로 읽는 조선의 역사:조선사회사 총서 28》(가람기획, 2010)
- 신봉승, 《신봉승의 조선사 나들이》 (도서출판 답게, 1996)
- 강준만, 《한국 근대사 산책 1:천주교 박해에서 갑신정변까지》 (인물과사상사, 2007) 194페이지